# Eumasenia moradabadensis
Eumasenia moradabadensis är en plattmaskart. Eumasenia moradabadensis ingår i släktet Eumasenia och familjen Maseniidae. Inga underarter finns listade i Catalogue of Life.